# Azzo IX d'Este

Stemma di Casa Este

Azzo IX d'Este (1224 stimata – 24 giugno 1318) è stato un nobile italiano.

## Biografia
Azzo IX d'Este era figlio di Francesco e di Orsina Orsini. Sposò Tomasina Cattanei di Lusia. Divenne signore di Ferrara col fratello Bertoldo e i loro cugini nel 1317 in seguito ad una rivolta popolare a favore degli Este per protestare contro l'amministrazione pontificia. Ritornarono così al potere Rinaldo II, Nicolò I e Obizzo III, figli di Aldobrandino, e lo stesso Azzo IX, figlio di Francesco. I dati storici in merito non sono sempre facilmente interpretabili poiché tra il 1308 ed il 1317 Ferrara rimase sotto controllo papale e le vicende dinastiche degli Este non furono lineari. Il Guarini nel suo Compendio historico, ne conferma la sua discendenza. Morì a Ferrara il 24 giugno 1318. Fu sepolto nella chiesa di Sant'Andrea dove fu sepolta anche la consorte.

## Ascendenza
|                                        |                                  |                                          | Genitori                 |  |  | Nonni |  |  | Bisnonni       |  |  | Trisnonni                            |  |
|                                        |                                  |                                          |                          |  |  |       |  |  | Rinaldo d'Este |  |  | Azzo VII d'Este, marchese di Ferrara |  |
|                                        |                                  |                                          |                          |  |  |       |  |  | Rinaldo d'Este |  |  | Azzo VII d'Este, marchese di Ferrara |  |
|                                        |                                  | Giovanna di Puglia                       |                          |  |  |       |  |  | Rinaldo d'Este |  |  |                                      |  |
| Obizzo II d'Este, marchese di Ferrara  |                                  |                                          |                          |  |  |       |  |  | Rinaldo d'Este |  |  |                                      |  |
|                                        |                                  | …                                        | …                        |  |  |       |  |  |                |  |  |                                      |  |
|                                        |                                  | …                                        | …                        |  |  |       |  |  |                |  |  |                                      |  |
|                                        |                                  | …                                        | …                        |  |  |       |  |  |                |  |  |                                      |  |
| Francesco, marchese d'Este             |                                  | …                                        |                          |  |  |       |  |  |                |  |  |                                      |  |
|                                        |                                  | Alberto I della Scala, signore di Verona | Jacopino della Scala     |  |  |       |  |  |                |  |  |                                      |  |
|                                        |                                  | Alberto I della Scala, signore di Verona | Jacopino della Scala     |  |  |       |  |  |                |  |  |                                      |  |
|                                        |                                  | Alberto I della Scala, signore di Verona | Elisa Superbi            |  |  |       |  |  |                |  |  |                                      |  |
| Costanza della Scala                   |                                  | Alberto I della Scala, signore di Verona |                          |  |  |       |  |  |                |  |  |                                      |  |
|                                        |                                  | Verde di Salizzole                       | …                        |  |  |       |  |  |                |  |  |                                      |  |
|                                        |                                  | Verde di Salizzole                       | …                        |  |  |       |  |  |                |  |  |                                      |  |
|                                        |                                  | Verde di Salizzole                       | …                        |  |  |       |  |  |                |  |  |                                      |  |
| Azzo IX, marchese d'Este               |                                  | Verde di Salizzole                       |                          |  |  |       |  |  |                |  |  |                                      |  |
|                                        | Gentile I, signore di Pitigliano | Matteo Rosso Orsini, signore di Vicovaro |                          |  |  |       |  |  |                |  |  |                                      |  |
|                                        | Gentile I, signore di Pitigliano | Matteo Rosso Orsini, signore di Vicovaro |                          |  |  |       |  |  |                |  |  |                                      |  |
|                                        | Gentile I, signore di Pitigliano | Perna Caetani                            |                          |  |  |       |  |  |                |  |  |                                      |  |
| Bertoldo Orsini, signore di Pitigliano | Gentile I, signore di Pitigliano |                                          |                          |  |  |       |  |  |                |  |  |                                      |  |
|                                        |                                  | Costanza de Cardinale                    | Bonaventura de Cardinale |  |  |       |  |  |                |  |  |                                      |  |
|                                        |                                  | Costanza de Cardinale                    | Bonaventura de Cardinale |  |  |       |  |  |                |  |  |                                      |  |
|                                        |                                  | Costanza de Cardinale                    | …                        |  |  |       |  |  |                |  |  |                                      |  |
| Orsina Orsini                          |                                  | Costanza de Cardinale                    |                          |  |  |       |  |  |                |  |  |                                      |  |
|                                        |                                  | …                                        | …                        |  |  |       |  |  |                |  |  |                                      |  |
|                                        |                                  | …                                        | …                        |  |  |       |  |  |                |  |  |                                      |  |
|                                        |                                  | …                                        | …                        |  |  |       |  |  |                |  |  |                                      |  |
| Filippa                                |                                  | …                                        |                          |  |  |       |  |  |                |  |  |                                      |  |
|                                        |                                  | …                                        | …                        |  |  |       |  |  |                |  |  |                                      |  |
|                                        |                                  | …                                        | …                        |  |  |       |  |  |                |  |  |                                      |  |
|                                        |                                  | …                                        | …                        |  |  |       |  |  |                |  |  |                                      |  |
|                                        |                                  | …                                        |                          |  |  |       |  |  |                |  |  |                                      |  |